# Ле Клерк, Луи-Огюст
Луи-Огюст ле Клерк, также Луи-Огюстен ле Клерк (фр. Louis August le Clerc, Louis-Augustin le Clerc; 1688, Мец — 8 марта 1771) — французский скульптор позднего барокко и рококо, работавший в Дании.

## Биография
Луи-Огюст родился в Меце, Франция, в семье гравёра по меди Себастьяна ле Клерка и Шарлотты ван ден Керкхове. Учился в Королевской академии живописи и скульптуры у знаменитого скульптора «большого стиля» эпохи правления короля Людовика XIV Шарля-Антуана Куазево.
в 1734—1735 годах Ле Клерк путешествовал в Ансбах в Баварии и в Брюль около Кёльна. В Ансбахе он работал на маркграфа Карла Вильгельма Фридриха. В Брюле трудился по заказам архиепископа Кёльна и курфюрста Германской империи Клеменса Августа фон Виттельсбаха. Помогал баварскому придворному мастеру, архитектору Франсуа де Кювилье на строительстве охотничьего домика курфюрста Аугустусбург (1726) и замка Фалькенлуст («Соколиные забавы») в парке Брюль (1728—1740). Эти здания считаются важными памятниками позднего немецкого барокко и рококо во всей Рейнской области. В 1984 году ЮНЕСКО объявила их объектом Всемирного наследия. Группы фигур в настенных нишах замка Фалькенлуст, созданные ле Клерком, сохранились до наших дней.
В возрасте сорока семи лет Ле Клерк был вызван в Данию королем Кристианом VI, чтобы помочь с внутренней отделкой дворца Кристиансборг, и прожил в этой стране остаток своей жизни в качестве королевского скульптора и профессора в Королевской академии искусств.
Летом 1735 года он прибыл вместе с женой Каролиной Вильгельминой Изабеллой в Копенгаген и был назначен королевским скульптором при датском дворе в декабре того же года. Ле Клерк был одной из главных фигур, участвовавших в создании Кристиансборга. В 1737 году он был назначен главой скульптурных и каменных работ во дворце. Однако большая часть его работы в Кристиансборге пострадала от пожара 1794 года.
После смерти Хендрика Крока в 1738 году ле Клерк вместе с венецианским живописцем Иеронимо Миани взял на себя руководство зарождающейся Королевской академией искусств, называвшейся в то время Академией рисунка и живописи (Tegne- og Malerakademiet). В 1740—1748 годах он был директором академии.
Его первая жена скончалась 22 января 1741 года. Год спустя он женился вторично на Якобине Луизе Лефевр.
Он продолжал единолично выполнять обязанности директора Академии до тех пор, пока архитектор Николай Эйгтвед не взял на себя полный контроль. В 1746 году на престол вступил Фредерик V, преемник Кристиана VI. Серьёзные изменения теперь зависели от благосклонности королевской власти. До этого Леклерк пользовался благосклонностью короля, ценившего его художественные способности, Фредерик V отдавал предпочтение другим художникам. Однако Ле Клерк был назначен профессором Академии, одним из первых художников, получивших это звание.
Фредерик V основал новую Академию искусств в 1754 году. Ле Клерк оставался профессором Академии до своей смерти. Его художественные навыки не нашли широкого применения в последние годы. Он умер в Копенгагене, в своём доме на Бролеггерштрассе, 8 марта 1771 года и был похоронен на Реформатском кладбище в Копенгагене.

## Галерея

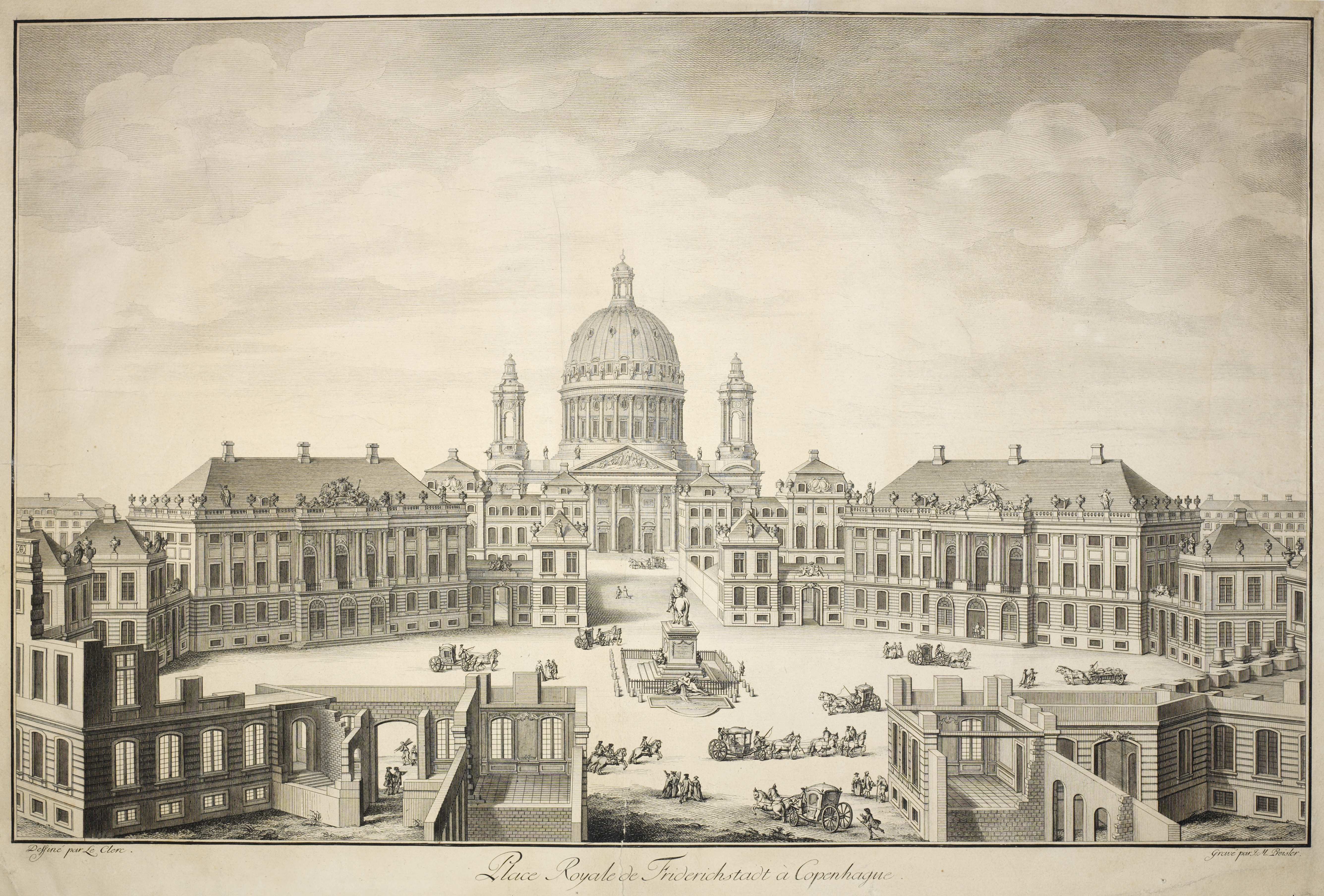
Королевская площадь в Копенгагене. Гравюра по рисунку Ле Клерка.
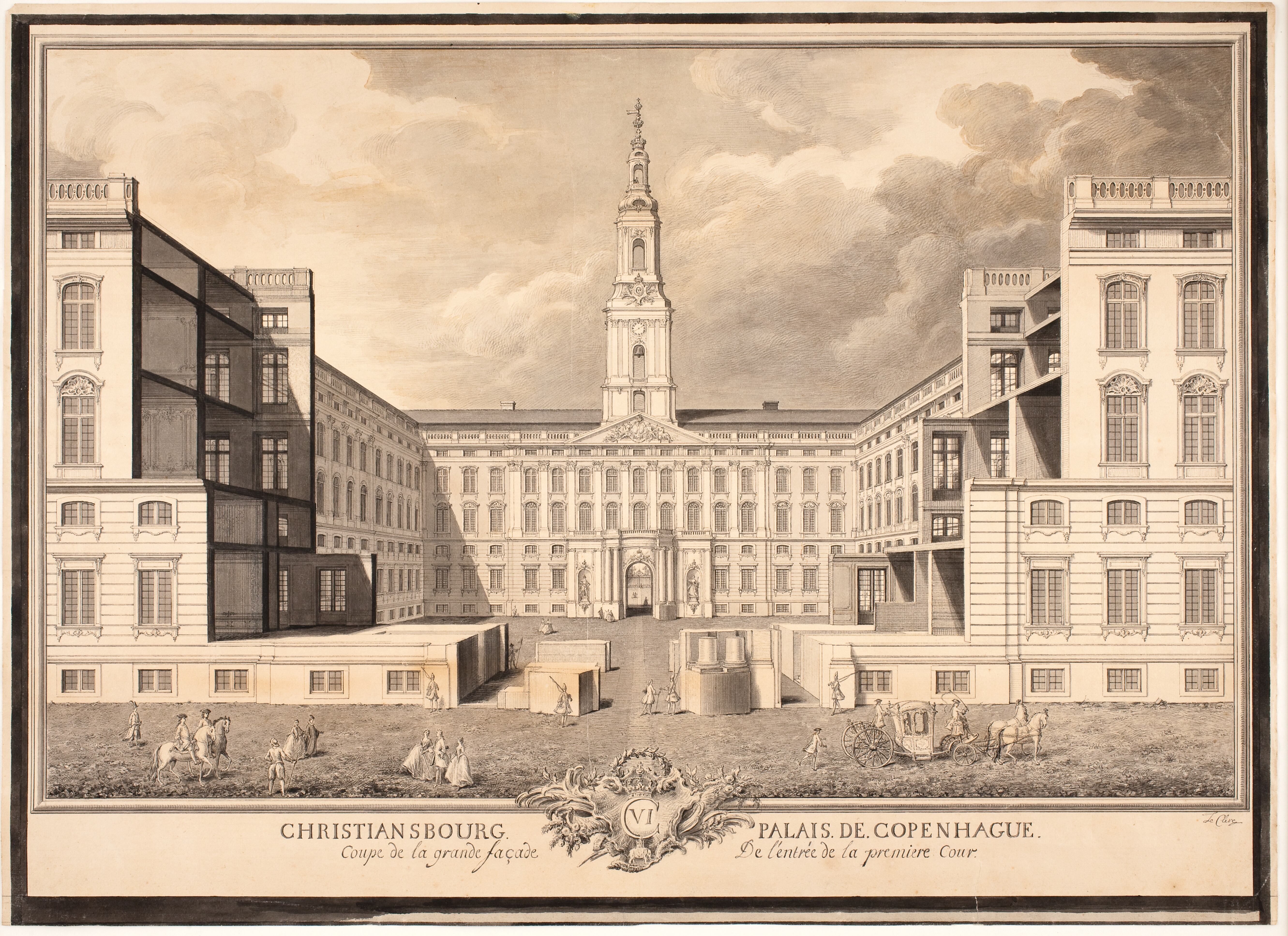
Дворец Кристиансборг. Главный фасад. 1747. Бумага, тушь, перо. Государственный музей искусств, Копенгаген
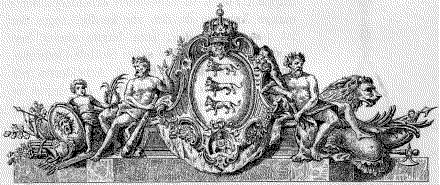
Проект навершия фронтона дворца Кристиансборг
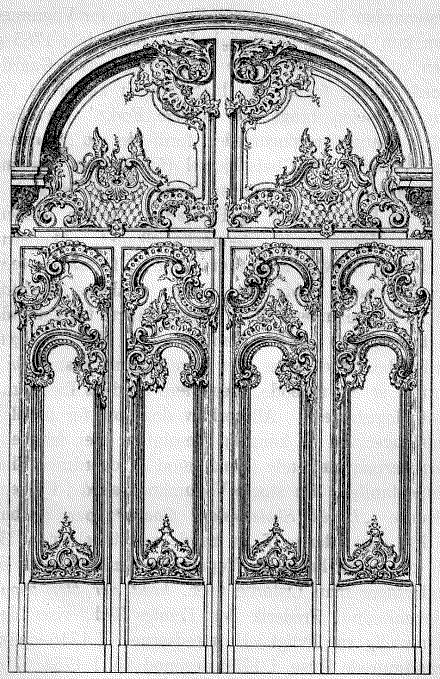
Проект портала дворца Кристиансборг
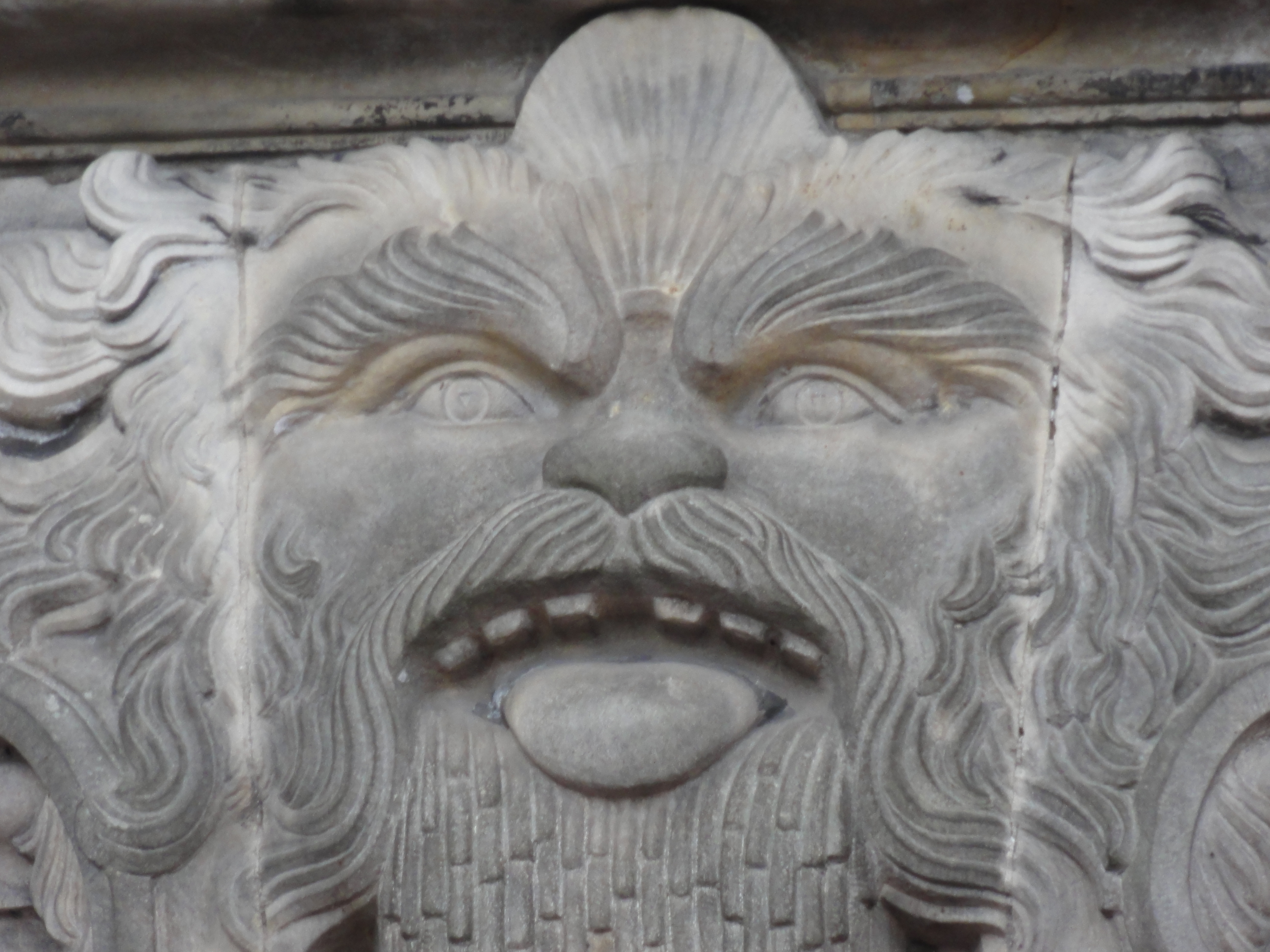
Маскарон Мраморного моста в Копенгагене